# تویوتا کورولا (ای۱۱۰)
تویوتا کورولا (ای۱۱۰) (Toyota Corolla (E110)) خودرویی است که در سال‌های ۱۹۹۵ تا ۲۰۰۲در کانادا، آداپازاری، ترکیه، تویوتا، آیچی، ژاپن، دوربان، آفریقای جنوبی، برزیل، فیلیپین، اندونزی و آرژانتین تولید شده‌است.
طراحی آن خودروهای موتور جلو-محور جلو بوده‌است.